# Tiroteo de North Hollywood
El tiroteo de North Hollywood, también conocido como la batalla de North Hollywood fue una confrontación armada entre dos ladrones de bancos fuertemente armados y blindados, Larry Eugene Phillips, Jr. y Emil Mătăsăreanu, y algunos de los agentes de una pequeña patrulla y miembros de un equipo SWAT pertenecientes al Departamento de Policía de Los Ángeles. El incidente se produjo en North Hollywood, un distrito del Valle de San Fernando, al norte de Los Ángeles, California, Estados Unidos, el día 28 de febrero de 1997. Sucedió cuando funcionarios de policía respondieron la llamada de una patrulla que vio entrar a Phillips y Mătăsăreanu en una sucursal del Bank of America, enfrentándose a ambos ladrones, que tenían veintiséis y treinta años de edad. 37 funcionarios de policía y 11 civiles fueron heridos durante el tiroteo, antes de que murieran ambos ladrones. Anteriormente Phillips y Mătăsăreanu habían asaltado varios vehículos blindados antes de intentar este asalto y se distinguían por usar chalecos antibalas y armamento pesado, el cual incluía fusiles automáticos.
En aquellos tiempos, los agentes de las patrullas locales solo estaban armados con pistolas y revólveres de calibres 9 mm y .38 Special. Además poseían escopetas de calibre 12 disponibles en sus coches. En cambio Phillips y Mătăsăreanu llevaban fusiles automáticos, con municiones capaces de penetrar los chalecos antibala usados por la policía. Ellos mismos usaban chalecos antibalas. Ya que las pistolas de la policía no podían penetrar los chalecos de los asaltantes, los esfuerzos de los policías fueron inútiles. Finalmente llegó un equipo SWAT con armas de mayor calibre que podían penetrar esos blindajes; incluso incautaron varios fusiles semiautomáticos en una armería cercana. El incidente encendió un debate sobre la potencia de fuego disponible apropiada para los policías de patrulla en situaciones similares en el futuro.

## Antes del tiroteo
Larry Phillips, Jr. y Emil Mătăsăreanu se conocieron en la sucursal del Gold's Gym de Venice (Los Ángeles, California) en 1989. Tenían un interés mutuo en el levantamiento de pesas y el culturismo. Phillips importó municiones con núcleo de acero para sus fusiles semiautomáticos modificados ilegalmente y adquirieron aramida para hacer chalecos antibalas.
En octubre de 1993, Phillips y Mătăsăreanu fueron arrestados en Glendale, al noreste de Los Ángeles, por conducir a alta velocidad. En una búsqueda subsecuente dentro de su vehículo (después de que Phillips se entregara por llevar un arma de fuego escondida) se encontraron dos fusiles semiautomáticos, dos pistolas, más de 1600 balas para fusil calibre 7,62 mm, más de 1200 balas calibre 9 mm y 11,43 mm, escáneres de radio, bombas de humo, artefactos explosivos improvisados, chalecos antibalas y tres diferentes matrículas de California. Aunque inicialmente fueron acusados de conspiración para cometer robo, ninguno de los dos tuvo una condena mayor a 100 días en prisión, aunque cada uno fue soltado con tres años de libertad condicional. Después de que fueran liberados, la mayor parte del armamento que les fue decomisado en un principio les fue devuelto.
En 1995, ambos lograron emboscar un camión blindado y mataron un guardia durante el robo. En mayo de 1996, asaltaron dos sucursales del Bank of America en San Fernando, robando aproximadamente 1,5 millones de dólares estadounidense. Phillips y Mătăsăreanu fueron apodados como los High Incident Bandits (en español, Bandidos de graves sucesos) por los investigadores de la policía, debido al armamento pesado que habían utilizado en tres robos de banco anteriores antes de su tentativa en North Hollywood.

## Tiroteo

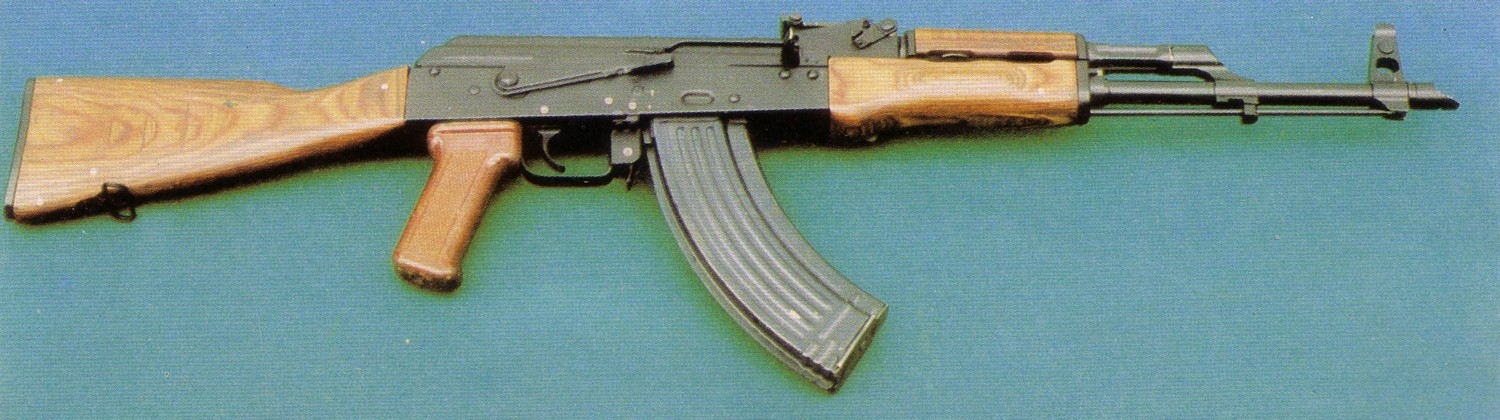
Un AKM, variante modernizada del AK-47

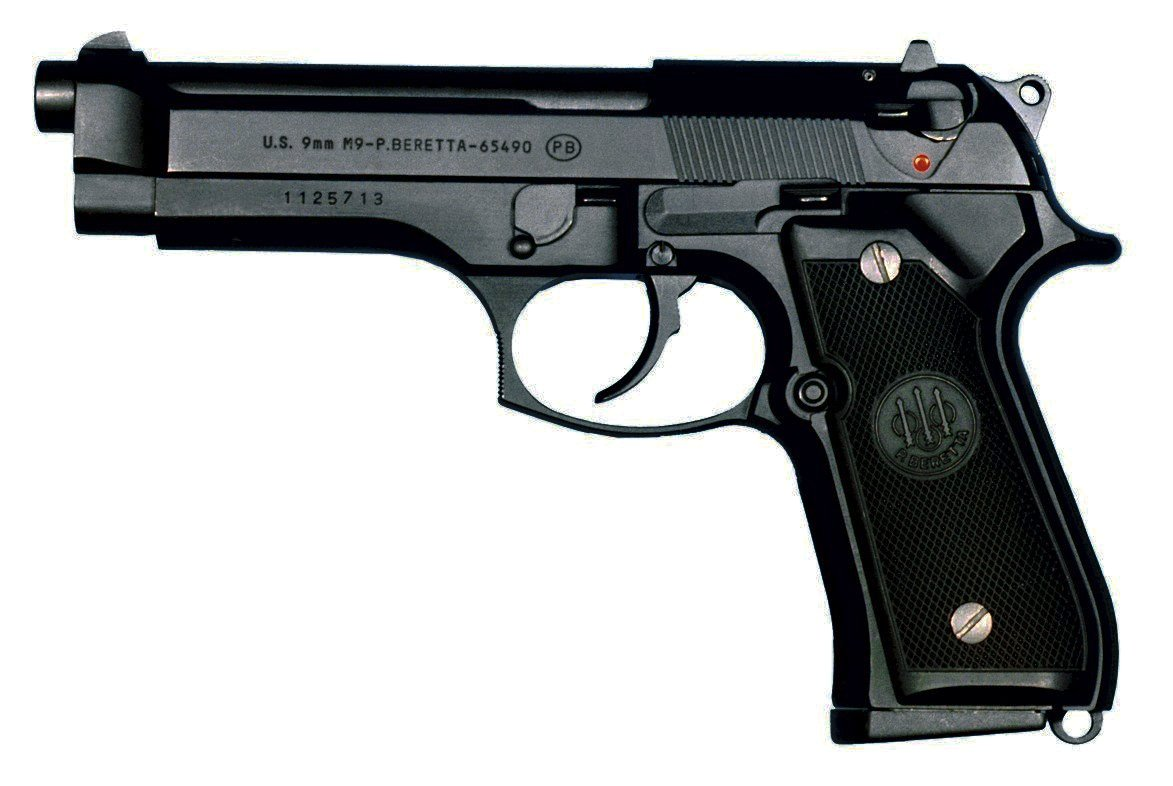
Una Beretta 92F

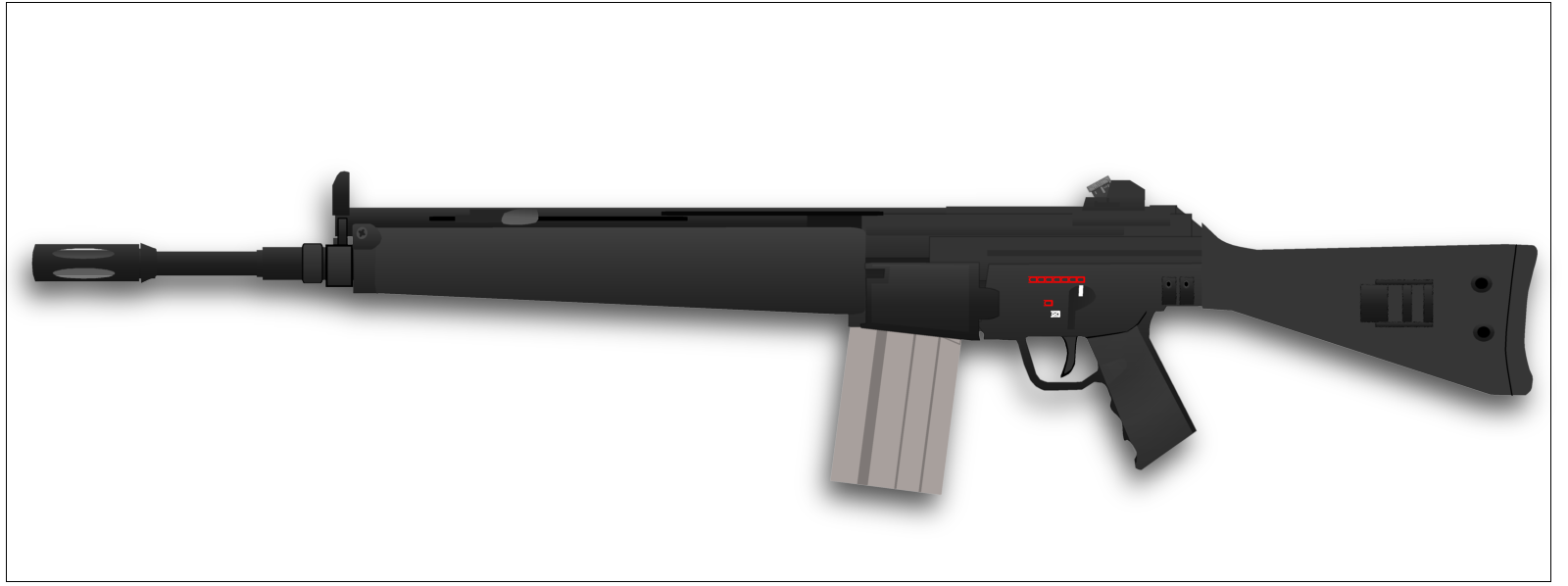
Un HK-91, variante del G3

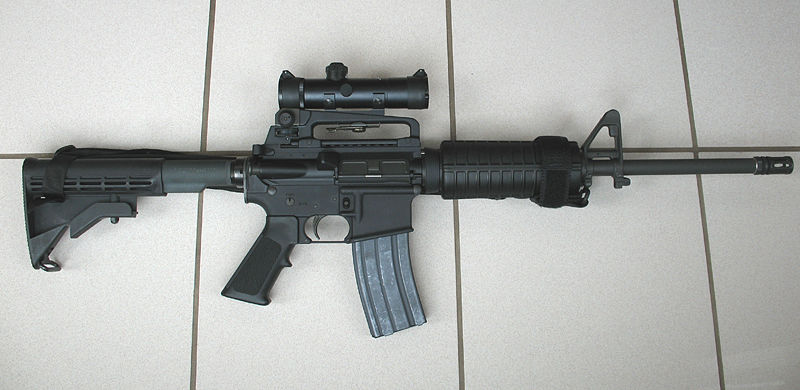
Un Colt AR-15

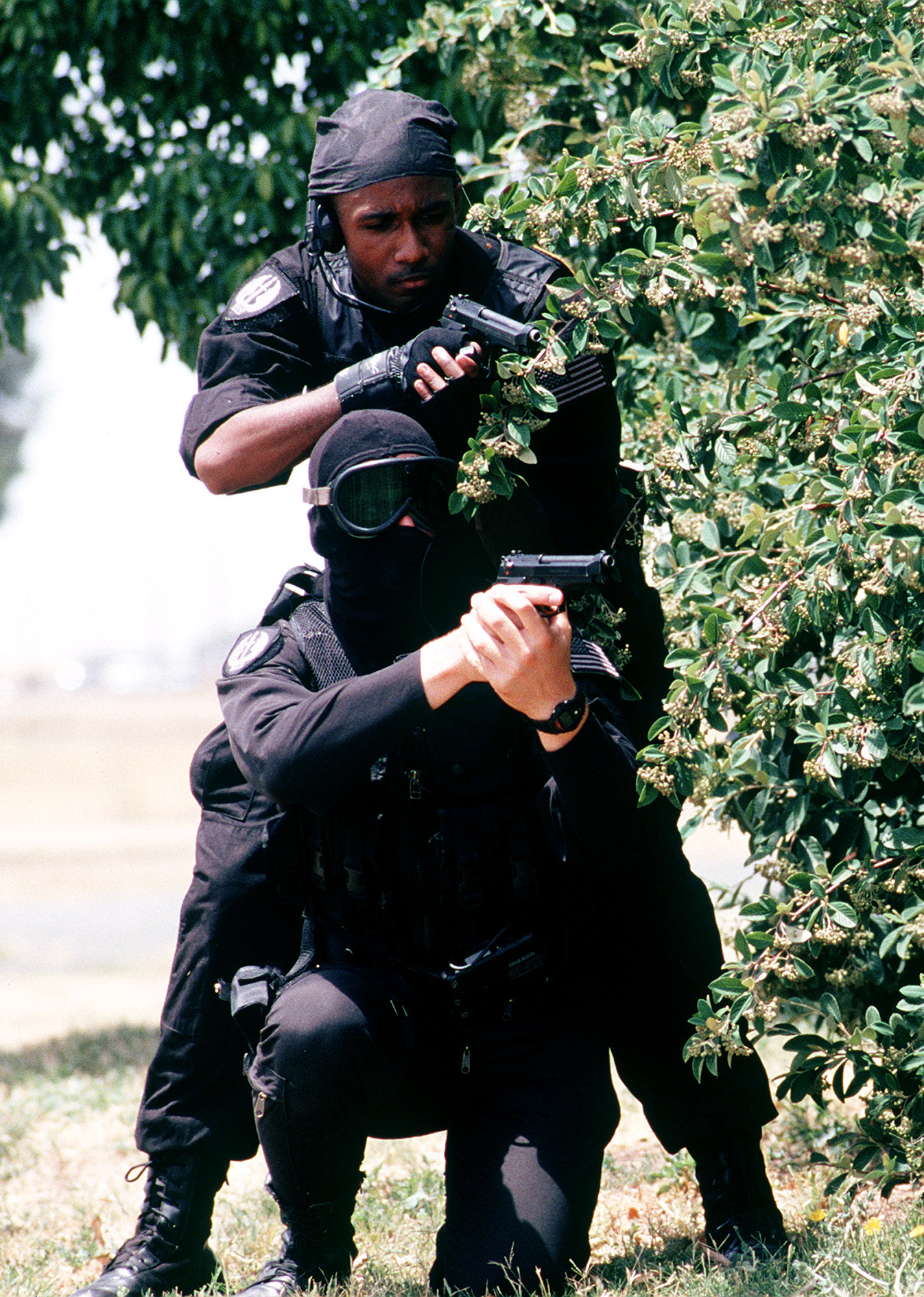
Dos agentes de un equipo SWAT en formación

En la mañana del 28 de febrero de 1997, después de meses de preparación, incluyendo el extenso reconocimiento de su objetivo (la sucursal del Bank of America ubicada en el Laurel Canyon Boulevard), Phillips y Mătăsăreanu llevaron cinco fusiles semiautomáticos modificados ilegalmente: tres fusiles rumanos AIM (una copia del AK-47), un HK91 modificado y un AR-15. También tenían dos pistolas Beretta 92F de 9 mm, un revólver calibre .38, y aproximadamente 3300 balas en cargadores normales y de tambor, y se trasladaron de su apartamento al banco en un Chevrolet Celebrity de color blanco. Llevaban puestos las protecciones que habían elaborado en sus casas, rellenas de placas metálicas para traumas, para proteger sus órganos vitales. Además tomaron fenobarbital para calmar sus nervios.
Phillips y Mătăsăreanu llegaron a la sucursal del Bank of America ubicada en la intersección del Laurel Canyon Boulevard y Archwood Street en North Hollywood alrededor de las 9:17 a. m. y fijaron sus alarmas de reloj en ocho minutos, que era la cantidad de tiempo que estimaron le tomaría a los agentes policiales en poder responder. Phillips había estado utilizando un escáner de radio para escuchar las transmisiones de la policía para determinar ese tiempo de respuesta aproximado. Sin embargo, al entrar al banco fueron vistos por un coche patrulla de la policía de Los Ángeles que transitaba por Laurel Canyon. Los oficiales del coche radiaron un posible "código 211", código para un robo a mano armada.
Dentro del banco, Phillips y Mătăsăreanu forzaron al encargado auxiliar a abrir la bóveda. Hicieron por lo menos cien disparos para asustar al personal y a los clientes del banco, que eran aproximadamente 30 personas, y para desalentar cualquier posible resistencia. Pudieron conseguir 303 305 dólares, en vez de los 750 000 previstos, porque el banco había alterado sus horarios de entrega habituales.
A las 9:38 a. m., Phillips salió del banco a través de la salida Norte y Mătăsăreanu a través de la salida Sur. Ambos encontraron a docenas de oficiales de patrulla de la policía de Los Ángeles que habían llegado después de que los oficiales radiaran un "código de tiroteo". Helicópteros de programas informativos de televisión fueron de los primeros en responder al aviso radiado por la policía, aun cuando los dos hombres armados les dispararon, continuaron con su transmisión en vivo. Los comandantes del equipo SWAT utilizaron las transmisiones en vivo de los helicópteros para pasar información crítica y oportuna a los agentes en la escena.
Phillips y Mătăsăreanu se enfrentaron a los agentes en un tiroteo, disparando balas antiblindaje a los coches patrulla que habían sido colocados en Laurel Canyon, en frente del banco. Los agentes de policía solo estaban armados con pistolas estándar Beretta 92 de 9 mm y revólveres calibre .38, y algunos otros  llevaron escopetas de acción de bombeo de calibre 12, pero las armaduras usadas por Phillips y Mătăsăreanu eran bastante fuertes como para soportar esos disparos. Hirieron a varios funcionarios y civiles en los primeros 7 u 8 minutos (desde que comenzó el tiroteo hasta que Mătăsăreanu entró en su sedán blanco para huir); Phillips continuó afuera del vehículo, disparando a los agentes de policía. Una alarma TAC (táctica) fue emitida y 18 minutos después de que el tiroteo hubiese comenzado llegó un equipo SWAT equipado con armas automáticas; también requisaron un camión blindado para evacuar a los civiles y a los funcionarios que fueron inmovilizados.

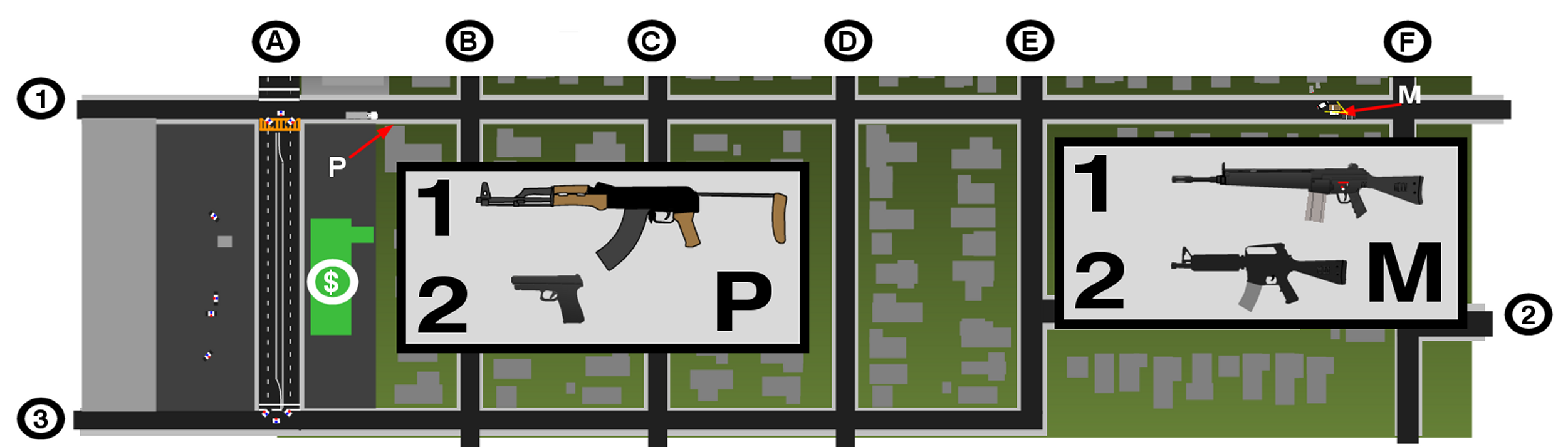
Mapa a escala del área alrededor del Bank of America (en color verde claro), las ubicaciones finales de Phillips (letra P) y Mătăsăreanu (letra M).
Calles
A: Laurel Canyon Boulevard - B: Agnes Avenue - C: Ben Avenue - D: Gentry Avenue - E: Radford Avenue - F: Morella Avenue
1: Archwood Street - 2: Lemay Street - 3: Kittridge Street

A las 9:51 a. m., Phillips, quien había estado utilizando el vehículo de huida como cubierta, se separó de Mătăsăreanu, dando la vuelta en la calle Archwood Street, y continuó disparando a la policía con su fusil AIMS (un AK-47 rumano). Recargó su fusil automático con un tambor de cien balas, poco antes que le alcanzaran en el dedo pulgar izquierdo, lo que tal vez evitó que quitara el casquillo que causó el desperfecto del arma. Se sentó en el suelo, sacó una pistola Beretta y continuó disparándole a la policía con su mano derecha, que aún no estaba herida. Entonces recibió un disparo en esa mano y soltó la pistola para recogerla de nuevo, después de eso, el helicóptero de la cadena KBCS grabó en directo cómo colocó su pistola debajo de su mentón y se disparó a sí mismo, mientras que una bala disparada por un agente de la policía le partía la espina dorsal simultáneamente.
El vehículo de Mătăsăreanu quedó inoperable después de que los neumáticos fueran reventados. A las 9:56 a. m., tomó por la fuerza una camioneta pickup en Archwood Street, tres cuadras al este de donde estaba muerto Phillips, y trasladó todas sus armas y municiones del coche de huida a la camioneta. Sin embargo,Mătăsăreanu no pudo poner en marcha el vehículo, ya que el dueño del mismo se había llevado las llaves del mecanismo de encendido del motor.[1] Mientras los helicópteros de las compañías KCBS y KCAL sobrevolaban la zona, un coche patrulla conducido por agentes del equipo SWAT llegó rápidamente al lugar. Mătăsăreanu salió de la camioneta, se cubrió detrás del coche de huida original y los enfrentó inmediatamente. Por lo menos un oficial del SWAT disparó su fusil M16 por debajo de los coches y Mătăsăreanu fue herido en la parte baja de las piernas, que estaban desprotegidas, y pronto se entregó. La policía llamó por radio a una ambulancia, sin embargo la policía impidió el paso de ésta hasta 70 minutos después de finalizado el tiroteo, por lo que Mătăsăreanu murió antes de que la ambulancia hubiese llegado a la escena.
La mayor parte del incidente, incluyendo la muerte de Phillips y la captura de Mătăsăreanu, fue transmitida en vivo por los helicópteros de los noticieros que sobrevolaban sobre la escena y televisaron la acción mientras los acontecimientos se desarrollaban. Más de 300 agentes de la ley habían respondido a la alarma TAC. Para el momento en que el tiroteo se detuvo, Phillips y Mătăsăreanu habían disparado cerca de 1300 balas. Phillips fue herido 11 veces, incluyendo el tiro infligido a sí mismo en la cabeza; Mătăsăreanu fue herido en 29 ocasiones, y a pesar de sus heridas, vivió otros 40 minutos antes de morir. El informe forense indicó que un paro cardiorrespiratorio fue uno de los principales factores que al final contribuyeron a la muerte de Mătăsăreanu.

## Consecuencias y controversia
Phillips y Mătăsăreanu dispararon fusiles automáticos cargados con municiones antiblindaje con la capacidad de penetrar paredes y coches, obstáculos considerados normalmente como seguros para cubrirse durante un tiroteo. La armadura que protegía a los asaltantes no pudo ser perforada por las pistolas y escopetas de los funcionarios de policía. Mientras que a Phillips le dispararon en la mano, para poco después suicidarse, un oficial SWAT divulgó que durante el tiroteo final las balas de su M16 no podrían penetrar la armadura de Mătăsăreanu (debido a las «placas para traumas»), sugiriendo que el resultado podría haber sido diferente si ambos ladrones hubieran usado protección en las piernas. Las armaduras caseras pesaban tanto como tres bolas de bolos, y limitaron la movilidad de los asaltantes.
La ineficacia de las balas de pistola y de los perdigones de las escopetas en el intento de penetrar la armadura llevó a una tendencia en los Estados Unidos de armar a agentes de patrulla seleccionados de la policía con fusiles semiautomáticos AR-15 de calibre 5,56 mm. Siete meses después del incidente, El Pentágono suministró 600 fusiles M16 sobrantes al Departamento de Policía de Los Ángeles; otras ciudades, como Miami, también decidieron armar a los agentes de patrulla, no solo a los equipos SWAT, con una potencia de fuego más pesada. Los vehículos de patrulla de Los Ángeles llevan fusiles AR-15 como dotación oficial, y además, sus puertas están revestidas con Kevlar.
En este caso, se dispararon unas 650 balas contra los dos hombres fuertemente armados y protegidos, los cuales a su vez habían disparado más de 1100 balas de diferentes calibres. Los agentes de policía respondieron dirigiendo sus disparos hacia la «masa central»; o sea, los torsos de Matasereanu y de Phillips. Cada hombre fue alcanzado por lo menos por diez balas, y aun así continuaron atacando violentamente a los funcionarios durante el largo enfrentamiento. Mătăsăreanu recibió múltiples lesiones cardiovasculares inocuas.
El Departamento de Policía de Los Ángeles fue criticado más tarde por no permitir que Mătăsăreanu recibiera atención médica, a lo cual el departamento contestó indicando que el personal de las ambulancias seguían el procedimiento estándar en situaciones hostiles, negándose a entrar a una «zona caliente», ya que Mătăsăreanu todavía era considerado como peligroso. Algunos informes indican que estuvo tendido en el pavimento sin armas aproximadamente una hora antes de que llegaran las ambulancias. Se llevó a cabo un juicio en nombre de los hijos de Mătăsăreanu contra los miembros del Departamento de Policía de Los Ángeles, demandando que fueron violados los derechos civiles de Mătăsăreanu y que se le dejó morir desangrado. El pleito se llevó a cabo en un Tribunal de Distrito de Estados Unidos en febrero y marzo de 2000, y terminó en una anulación del juicio con el jurado estancado. El juicio se suspendió más adelante cuando la familia de Mătăsăreanu acordó descartar esa acción con un desistimiento de responsabilidad civil.
Al año siguiente después del tiroteo, 19 agentes del Departamento de Policía de Los Ángeles recibieron la Medalla al Valor del Departamento de Policía de Los Ángeles y la "Medalla al Valor Nacional de los Estados Unidos" por sus acciones, y conocieron al presidente Bill Clinton. En 2003, se rodó una película sobre el incidente, titulada 44 Minutes: The North Hollywood Shoot-Out. En 2004, el Museo del Departamento de Policía de Los Ángeles abrió una exhibición mostrando a dos maniquíes de tamaño natural de Phillips y de Mătăsăreanu con la armadura de acero de alta tecnología que usaron y también el armamento que utilizaron en el tiroteo.